# Reserva Natural de l'Estuari del Sado

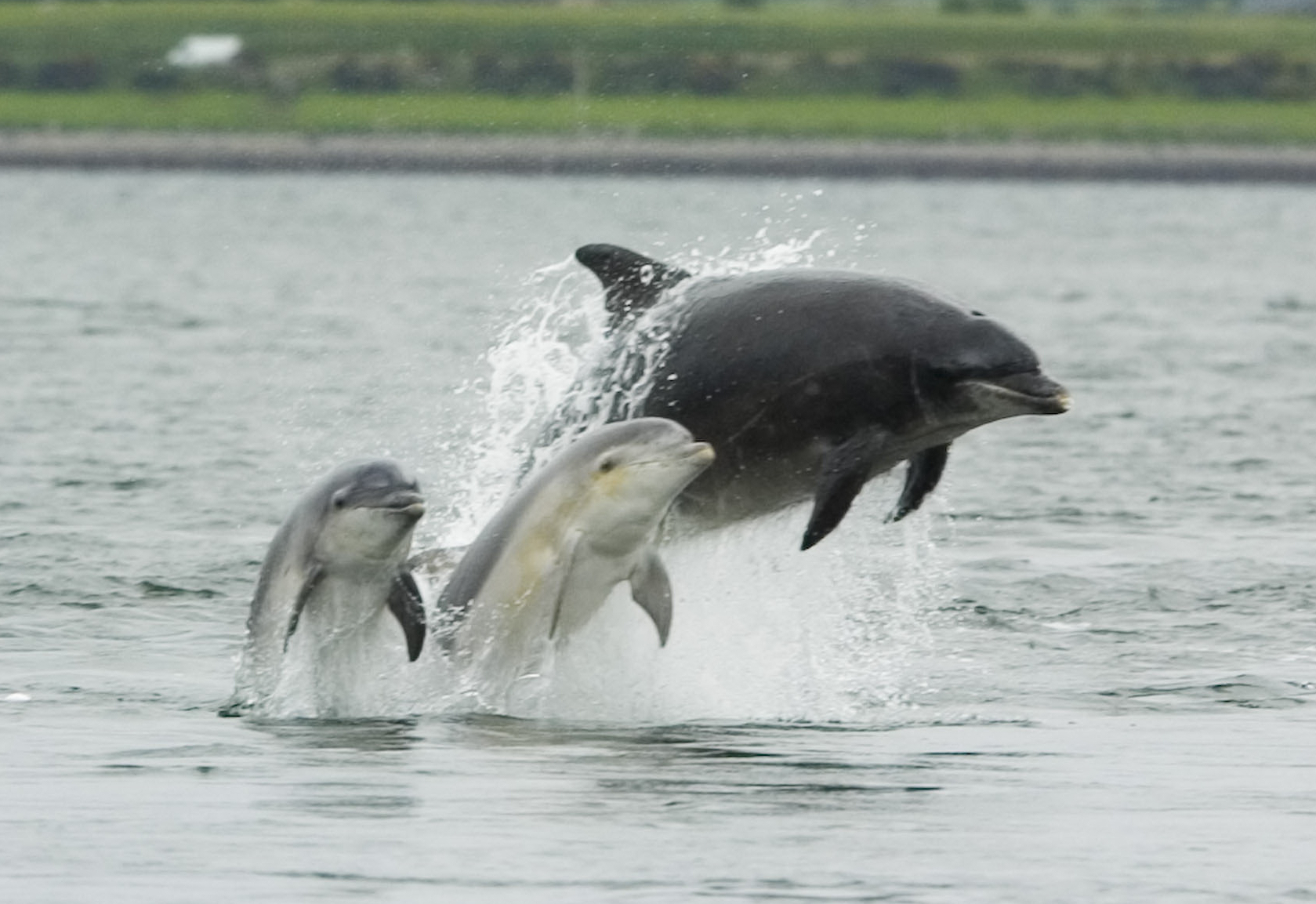
Dofí mular

La Reserva Natural de l'Estuari del Sado, o RNES, ocupa una àrea total de 23.160 hectàrees, integrades en els municipis de Setúbal, Alcácer do Sal, Grândola i Palmela, i fou creada pel Decret llei núm. 430/80, d'1 d'octubre, per fer front a la contaminació que afecta l'estuari del Sado i al perill de danyar el patrimoni natural d'interés botànic i faunístic existent. Està també classificada com a Biòtop Corine. És també un lloc Ramsar.
L'estuari del Sado es desenvolupà a recer de la península de Troia, formada fa almenys 5.000 anys.
En aquest indret s'han enregistrat 221 espècies d'aus. És un lloc de nidificació, repòs o hivernada de diversos ocells com ara Circus aeruginosus, Recurvirostra avosetta, Phoenicopterus roseus, Mergus serrator, Numenius arquata, Limosa limosa, Haematopus ostralegus, Anas clypeata, Himantopus himantopus, Calidris alpina i Pluvialis squatarola. També és important, per a diversos peixos i el dofí mular (Tursiops truncatus).
A l'estuari del Sado hi ha les drassanes de Mitrena, actual centre laboral de Lisnave.